# حزب کمونیست کلمبیا – مائوئیست

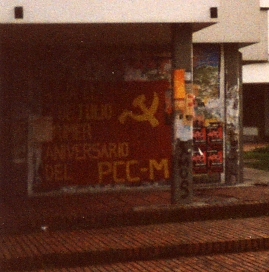

حزب کمونیست کلمبیا – مائوئیست از احزاب کمونیست این کشور است. این حزب در کنفرانس بین‌المللی احزاب و سازمان‌های مارکسیست لنینیست (نشریه بین‌الملل) شرکت می‌کند.